# The Cherrytree Sessions
The Cherrytree Sessions je první Extended play zpěvačky Lady Gaga vydané roku 2009. Celé album obsahuje 3 akustické verze písní Poker Face, Just Dance a Eh, Eh (Nothing Else I Can Say).

## Vydání
| Země                 | Datum          | Formát              | Vydavatelství                                     |
| -------------------- | -------------- | ------------------- | ------------------------------------------------- |
| Kanada               | 3. únor 2009   | Digital Download    | Universal Music Group                             |
| USA                  | 3. únor 2009   | Digital Download    | Interscope Records Streamline Kon Live Cherrytree |
| USA (Služba Borders) | 3. březen 2009 | CD                  | Interscope Records Streamline Kon Live Cherrytree |
| USA                  | 3. srpen 2010  | CD                  | Interscope Records Streamline Kon Live Cherrytree |
| Francie              | 3. srpen 2010  | CD                  | Interscope Records Streamline Kon Live Cherrytree |
| Německo              | 3. srpen 2010  | CD                  | Interscope Records Streamline Kon Live Cherrytree |
| Spojené království   | 3. srpen 2010  | CD                  | Interscope Records Streamline Kon Live Cherrytree |
| Kanada               | 10. srpen 2010 | CD/Digital Download | Universal Music Group                             |
| Mexiko               | 10. srpen 2010 | CD/Digital Download | Universal Music Group                             |